# Provincia di Islay
La provincia di Islay è una provincia del Perù, situata nella regione di Arequipa.

## Geografia antropica

### Suddivisioni amministrative
È divisa in sei  distretti:
- Mollendo
- Cocachacra
- Dean Valdivia
- Islay
- Mejía
- Punta de Bombón